# Stanisław Wojczyński
Stanisław Wojczyński (Woyczyński) (ur. 6 grudnia 1766 w Wodzicznie, pow. ciechanowski, zm. 16 marca 1837 w Dreźnie) – polski generał, członek Izby Najwyższej Wojennej i Administracji Publicznej w 1806 roku, uczestnik wojny polsko-rosyjskiej 1792, insurekcji kościuszkowskiej, kampanii 1807, 1809, 1812, powstania listopadowego, wolnomularz, odznaczony w Księstwie Warszawskim Krzyżem Kawalerskim Orderu Virtuti Militari.
W latach 1776–1781 studiował w Szkole Rycerskiej. W 1784 został chorążym a następnie (1792) rotmistrzem kawalerii narodowej, poseł na Sejm Czteroletni z województwa rawskiego w 1790, członek Zgromadzenia Przyjaciół Konstytucji Rządowej. Lecz wkrótce potem przeszedł do pracy cywilnej. Był członkiem sprzysiężenia, przygotowującego wybuch powstania kościuszkowskiego. 10 maja 1794 proklamował powstanie w województwie rawskim; 19 maja został mianowany generałem majorem ziemskim. Następnie został przeniesiony do dywizji gen. Jasińskiego jako szef regimentu. 9 września został dowódcą dywizji, a 26 października trafił do niewoli rosyjskiej. Po upadku insurekcji współdziałał z Dąbrowskim przy organizacji Legionów, ale sam do nich nie należał. 25 grudnia 1806 został dowódcą brygady i komendantem departamentu płockiego; przeniesiony w 1809 na komendanta Torunia. 1 grudnia 1811 awansował na gen. dywizji. W 1812 roku przystąpił do Konfederacji Generalnej Królestwa Polskiego. W październiku 1813 został dowódcą oficerskiej gwardii honorowej, w składzie której dotrwał do upadku Napoleona. W maju 1814 wszedł w skład Komitetu Organizacyjnego Wojskowego, lecz wskutek zatargów, już na początku grudnia 1814 wycofał się z wojska. Po wybuchu powstania listopadowego, 5 grudnia 1831 powołany został na przez Rząd Tymczasowy na naczelnego dowódcę Straży Bezpieczeństwa. 16 grudnia mianowany gubernatorem Warszawy, 2 marca 1831 przeszedł na stanowisko dowódcy militarnego woj. krakowskiego, a po objęciu rządów przez Krukowieckiego pełnił obowiązki dowódcy gwardii honorowej. Po upadku powstania przebywał na emigracji.

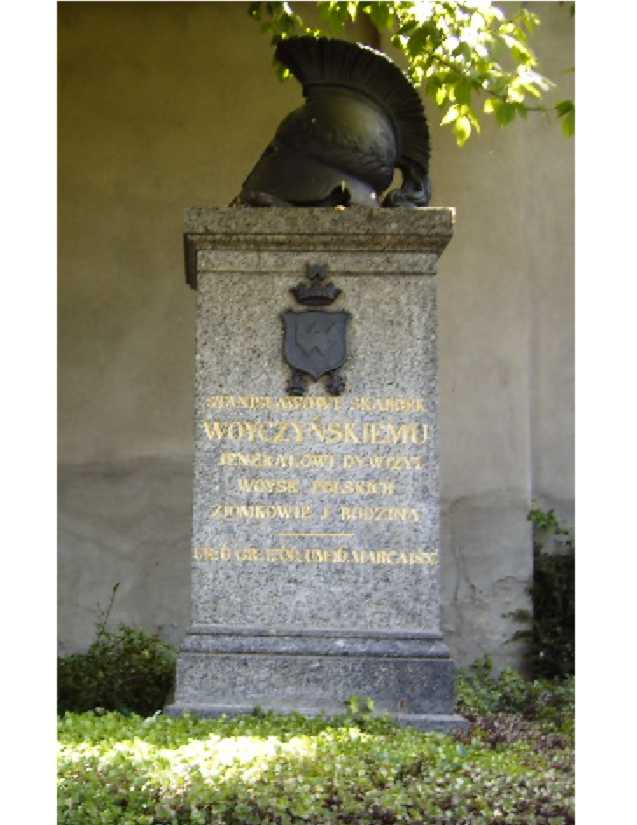
Nagrobek na cmentarzu w Dreźnie

Pochowany na Starym Cmentarzu Katolickim w Dreźnie.
W XVIII wieku był członkiem loży wolnomularskiej Świątynia Izis.